# Raphael Neale
Raphael Neale (* im Saint Mary’s County, Maryland; † 19. Oktober 1833 in Leonardtown, Maryland) war ein US-amerikanischer Politiker. Zwischen 1819 und 1825 vertrat er den Bundesstaat Maryland im US-Repräsentantenhaus.

## Werdegang
Das Geburtsdatum von Raphael Neale ist nicht überliefert. Er wuchs in Leonardtown auf, wo er nur eine eingeschränkte Schulausbildung erhielt. Später schlug er als Mitglied der von Alexander Hamilton gegründeten Föderalistischen Partei eine politische Laufbahn ein. Zwischen 1798 und 1815 saß er mehrfach im Abgeordnetenhaus von Maryland. Bei den Kongresswahlen des Jahres 1818 wurde er im ersten Wahlbezirk von Maryland in das US-Repräsentantenhaus in Washington, D.C. gewählt, wo er am 4. März 1819 die Nachfolge von Philip Stuart antrat. Nach zwei Wiederwahlen konnte er bis zum 3. März 1825 drei Legislaturperioden im Kongress absolvieren.
Im Zuge der Neuorganisation der amerikanischen Parteienlandschaft Anfang der 1820er Jahre schloss sich Neale der Bewegung um den späteren Präsidenten John Quincy Adams an. Als Kandidat dieser Fraktion wurde er 1822 in seine letzte Legislaturperiode gewählt. Nach dem Ende seiner Zeit im US-Repräsentantenhaus ist Raphael Neale politisch nicht mehr in Erscheinung getreten. Er starb am 19. Oktober 1833 in Leonardtown.